# Tội phạm có tổ chức tại Việt Nam
Xã hội đen là từ lóng chỉ "thế giới ngầm" - ám chỉ các thế lực xấu có tổ chức, hoạt động ngoài vòng pháp luật. Từ này được xuất hiện trong xã hội Việt Nam khi có sự du nhập của các phim Hồng Kông vào thập niên cuối của thế kỷ 20, sau đó trở thành sinh ngữ và đến nay đã là một từ phổ biến, kể cả trên báo chí.
Trong xã hội đen được phân cấp ra nhiều tầng lớp, các cấp bậc khác nhau. Trong đó cấp thấp nhất là dân anh chị, dao búa, đầu gấu, đâm thuê chém mướn... không có tổ chức, đến cao cấp hơn là tội phạm có tổ chức thành các băng đảng và trên cùng là các mafia, các gia đình mafia. Còn gọi chung là "dân xã hội đen", và các đầu đảng là các "Ông trùm".

## Thành phần
Các tên gọi Đầu gấu, dân anh chị, dân đao búa, dân du đãng,..., gần đồng nghĩa với từ Mafia của xã hội Mỹ, là từ chỉ những người làm nhiều nghề bất hợp pháp. Họ được biết đến nhiều trong xã hội do nghề dao búa, súng ống và thường xuyên gây ra những vụ xô xát, chém giết người, buôn bán hàng cấm.
"Đầu gấu" có thể có tổ chức, có cầm đầu như Khánh Trắng, Phúc Bồ... hoặc không có tổ chức rõ ràng. Những côn đồ nổi lên ở một khu vực nào đó được gọi là "đầu gấu". Đồng thời đầu gấu, dù có tổ chức cũng không bài bản, quy mô và nguy hiểm như mafia kiểu Năm Cam, Luciano, Al Capone, Mickey Cohen...và có thể kể thêm những băng đảng của Đại Cathay, Bạch Hải Đường từng làm mưa làm gió trước năm 1975.
Các nhóm đầu gấu thường sống bằng những dịch vụ cá nhân, núp bóng lương thiện trong xã hội như bốc vác (dân cửu vạn), xe ôm, hoặc kinh doanh trá hình như cờ bạc, bia ôm, karaoke ôm, vũ trường, massage, cho vay nặng lãi, ghi đề, cá độ bóng đá... Hoặc các dịch vụ mang tính chất trái pháp luật hơn như bảo kê, đòi nợ thuê, buôn ma túy, vận chuyển ma túy, bán lẻ ma túy, mua bán vũ khí bất hợp pháp, kinh doanh các dịch vụ đen. Họ tự tạo thế lực, dằn mặt người dân trong khu vực để kiếm ăn. Đầu gấu cũng được dùng để giải quyết các vụ việc mà pháp luật không thể kiểm soát được. Nhiều vụ đâm chém, giết người được ghi nhận do đầu gấu tiến hành do các mâu thuẫn cá nhân, hoặc giữa các băng nhóm.
Thành phần tham gia có thể là nam hoặc nữ, thậm chí có thể là trẻ vị thành viên, học sinh, sinh viên bị lôi kéo dụ dỗ. Nguy hiểm hơn khi các loại tội phạm này câu kết có hệ thống, móc nối xuyên quốc gia. Song Moon-gul, người Hàn Quốc là người làm thuê, nhưng khi được chủ cho lên đến chức giám đốc điều hành 2 câu lạc bộ vui chơi giải trí dành cho người nước ngoài tại Hà Nội và Vũng Tàu thì tự cho mình là ông chủ, gây mâu thuẫn với nhà đầu tư rồi lôi kéo "đầu gấu" Hàn Quốc đến Việt Nam gây áp lực với những nhà đầu tư nhằm trục lợi bất chính.

## Hoạt động
Theo thống kê năm 2008, hiện còn 313 băng nhóm tội phạm, 1460 đối tượng hình sự có biểu hiện hoạt động phạm tội trên địa bàn cả nước. Riêng tại 14 địa bàn trọng điểm còn 192 băng nhóm, 745 đối tượng (chiếm 61,3% số băng nhóm trong cả nước).
Với tính chất là tội phạm có tổ chức, có sự cạnh tranh địa bàn làm ăn, cạnh tranh bảo kê, cạnh tranh ảnh hưởng,v.v... nên giữa các băng đảng xã hội đen thường có sự thanh toán nhau và được các thế lực kinh tế - xã hội (kể cả hợp pháp và không hợp pháp) thuê để triệt hạ đối thủ.
Theo cơ quan điều tra tại Nha Trang, từ tháng 10/2005 - 7/2006, tổ chức tội phạm nguy hiểm ở Nha Trang do Hà "lê" (tức Võ Quảng Hà) và Nguyễn Ngọc Thành Hạnh (tức Hạnh "Nhật", SN 1974) cầm đầu đã gây ra nhiều vụ đâm chém nghiêm trọng, đặc biệt là vụ hàng chục tên mang mã tấu, súng bắn cá đến một cơ sở massage trên đường Hùng Vương, TP Nha Trang; đuổi đánh nhân viên, đập phá tài sản; vụ thuê người giết ông Võ Đình Thu, Tổng thư ký Hiệp hội Du lịch tỉnh Khánh Hòa với giá 50 triệu đồng.... Tuy vậy, trong suốt nhiều năm, các băng nhóm xã hội đen ở Khánh Hòa lại trở nên lộng hành. Nhiều vụ thậm chí còn đánh, chém, bắn chết cả công an đã xảy ra nhưng vẫn chưa được Bộ Công an xử lý triệt để. Tuy nhiên cũng đã có nhiều đối tượng tội phạm đã bị bắt giữ và được xử lý công bằng trước pháp luật.
Ghi nhận ở Quảng Ninh cho thấy, trong nhiều năm, trên địa bàn tỉnh này đã xuất hiện một băng nhóm tội phạm có tổ chức với sự tham gia của khoảng gần 100 đối tượng. Với các vũ khí phổ biến là mã tấu, dao, kiếm... chúng đã gây ra hàng loạt, vụ cố ý gây thương tích, gây rối trật tự công cộng, cưỡng đoạt tài sản công dân, gieo rắc nỗi khiếp sợ cho người dân.
Tại Hải Phòng, gần đây liên tiếp xảy ra những vụ đấu súng kiểu xã hội đen  và nổi tiếng là liều lĩnh và hung bạo .
Tại Hà Nội, gần đây nạn bắt cóc trẻ em vị thành niên để hiếp dâm hay ép bán dâm cũng tăng vọt và nhiều vụ công an còn không thể điều tra . Trong số đó, nổi tiếng có vụ án băng nhóm "My Sói"  hoặc người, có tiền thuê xã hội đen để đánh đập đòi nợ. Trước đây, đầu những năm 90, tại Hà Nội đã có vụ án băng nhóm "Khánh Trắng", "Phúc Bồ" là nỗi kinh hoàng của người dân nhiều năm .

## Trong phim ảnh, văn học
Tuy có một cuộc sống giang hồ và gây nhiều tội ác, song có những đầu gấu lại có máu nghĩa hiệp của dân giang hồ  và họ trở thành đối tượng, thành nguồn cảm hứng cho một số tác phẩm văn học hay như tiểu thuyết Bỉ vỏ của nhà văn Nguyên Hồng, phim truyền hình dài tập Cảnh sát hình sự (loạt phim) của Hãng phim Truyền hình Việt Nam và bộ phim truyền hình dài tập Người phán xử.
Năm 2016 thì có phim Ông trùm của đạo diễn Nguyễn Dương và năm 2017, phim Người phán xử của Trung tâm Sản xuất Phim truyền hình Việt Nam được công chiếu.
Với điện ảnh quốc tế, thì chủ đề tội phạm có tổ chức cũng đặc biệt được quan tâm, đặc biệt là các quốc gia có các tổ chức tội phạm hoạt động mạnh như Hoa Kỳ, México, Indonesia.
Tác phẩm văn học về tội phạm có tổ chức/mafia được đánh giá cao nhất là Bố già của Mario Puzo.

## Quan điểm khác về Xã hội đen - Mafia
Có quan điểm cho rằng sự ra đời của Mafia thể hiện một nhu cầu tất yếu trong xã hội, một quá trình hình thành biện chứng. Nhu cầu này xuất hiện khi một cá nhân hoặc tổ chức nào đó muốn đòi lại "công bằng của họ" theo "cách của họ", hoặc khi pháp luật hoàn toàn không đứng về phía họ. Trong hoàn cảnh nêu trên, Mafia xuất hiện với công cụ "độc" trong tay trở thành giải pháp tình thế.